# ویرجین ریور (مجموعه تلویزیونی)
ویرجین ریور (انگلیسی: Virgin River) یک مجموعه تلویزیونی آمریکایی در ژانر درام عاشقانه است که توسط شرکت ریل ورلد منیجمنت تهیه‌کنندگی شده و در بریتیش کلمبیا، کانادا فیلم‌برداری شده است. این مجموعه بر پایهٔ مجموعه رمان‌هایی به همین نام اثر رابین کار ساخته شده است. فصل نخست این مجموعه در ۶ دسامبر ۲۰۱۹ از نتفلیکس پخش شد. در مه ۲۰۲۳، پیش از آغاز فصل پنجم، مجموعه برای فصل ششم تمدید شد. فصل پنجم در ۷ سپتامبر ۲۰۲۳ پخش شد. فصل ششم نیز در ۱۹ دسامبر ۲۰۲۴ به نمایش درآمد. همچنین در اکتبر ۲۰۲۴، پیش از پخش فصل ششم، مجموعه برای فصل هفتم تمدید شد. در ژوئیه ۲۰۲۵، پیش از آغاز فصل هفتم، تمدید آن برای فصل هشتم نیز تأیید شد.

## داستان
ویرجین ریور روایت‌گر زندگی ملیندا «مل» مونرو است؛ زنی که در پاسخ به یک آگهی، تصمیم می‌گیرد به عنوان ماما و پرستارِ دوره‌دیده در شهر دورافتادهٔ ویرجین ریور در شمال کالیفرنیا مشغول به کار شود. او امیدوار است که این شهر کوچک مکان مناسبی برای شروعی دوباره و فراموش کردن خاطرات تلخ گذشته‌اش باشد. اما خیلی زود درمی‌یابد که زندگی در یک شهر کوچک به آن سادگی که تصور می‌کرد نیست.